# ミカ・アホラ

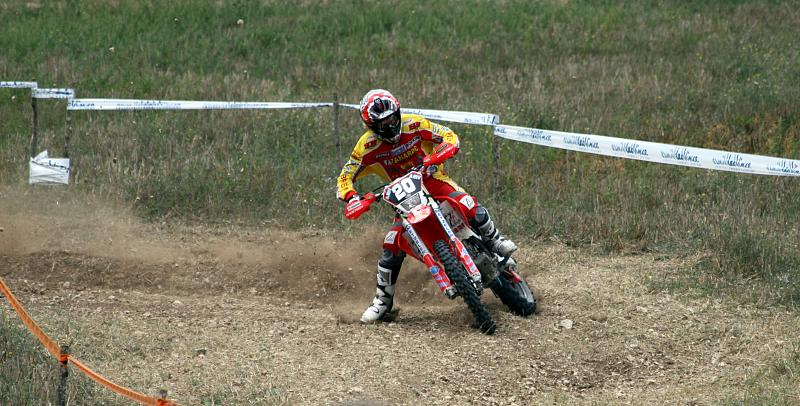
2008年エンデューロ世界選手権イタリアGPでホンダのマシンを駆るアホラ

ミカ・アホラ（Mika Ahola, 1974年12月13日 - 2012年1月15日）は、フィンランドのエンデューロライダーで5度の世界王者である。日本語ではアオラと表記されることもあるが、正しくはアホラである。

## 経歴
1993年のエンデューロ世界選手権にハスクバーナでデビュー。1997年〜2000年にTMに、2001〜2003年にVORへ在籍し、タイトル争いに加わるようになる。
1999年、2001年、2002年のISDE（インターナショナル・シックス・デイズ・エンデューロ）で総合最速を叩きだし、フィンランドを優勝に導いている。しかしこれほどの実力を示しつつも世界選手権タイトルを獲得できない時代が続き（97〜03年の7年間でランキング2位4回、3位2回）、「無冠の帝王」と呼ばれた。
2001年に彼は最終戦においてスウェーデンの500cc王者のアンダース・エリクソンに0.06秒と1点差で敗北し3回とも2位で完走した。アホラはエリクソンより3回多く勝利したがスロバキアの第2戦のマシントラブルにより高くつきタイトルを追いかける形となった。ハスクバーナに移籍するまでに相次いで2002年に2位、2003年に3位となった。
2006シーズンにはホンダと契約し、E2クラスでKTMのサムリ・アロと対戦し、2位で完走した。2007年にアホラは世界選手権で敗北している友人であるアロやヤマハのジョニー・オベールを抑え、ついに世界タイトルを獲得して「無冠の帝王」のあだ名を返上した。
1度火のついたアホラは止まらず、2008年〜2009年に転向したE1クラスで通算2・3度目のタイトルを制覇。2010年はE2に転向するもやはり制覇し、4年連続のタイトルを獲得した 。
2011年にはE3クラスに転向してここでもタイトルを獲得し、現在のカテゴリーで初めてとなる、異なるクラスで3回連続で世界選手権を制したライダーとなった。
アホラは2003年にバレンシアで行われたインドアエンデューロにもデビューし4位でゴールした。2004年には4位、2006年には5位という成績であった。2007年と2008年のスーパーエンデューロ世界選手権に出場し3位という成績で2回目の表彰台に上がった。2008年と2009年は4位となり、3度目の表彰台を手にした。2009年と2010年には6位の成績であった。
2012年はスペインのメーカーであるJTG（ホタガス）と契約してE3クラスに参戦することを表明していたが、ニューイヤーデイズエンデューロでモチベーションの欠如を理由に、キャリアの絶頂期にもかかわらず突然引退を表明した 。数週間後のスペインのジローナで行っていたトレーニング中に事故を起こし、2012年1月15日にバレンシアの病院で内部損傷による合併症により死亡した 。享年37。

## 成績
| シーズン | シリーズ               | クラス | チーム       | 勝利 | 最終順位 |
| -------- | ---------------------- | ------ | ------------ | ---- | -------- |
| 1993     | エンデューロ世界選手権 | 125 cc | ハスクバーナ | 0    | 10位     |
| 1994     | エンデューロ世界選手権 | 125 cc | ハスクバーナ | 0    | 13位     |
| 1995     | エンデューロ世界選手権 | 125 cc | ハスクバーナ | 0    | 15位     |
| 1996     | エンデューロ世界選手権 | 125 cc | ハスクバーナ | 0    | 9位      |
| 1997     | エンデューロ世界選手権 | 125 cc | TM           | 5    | 2位      |
| 1998     | エンデューロ世界選手権 | 250 cc | TM           | 3    | 9位      |
| 1999     | エンデューロ世界選手権 | 250 cc | TM           | 1    | 3位      |
| 2000     | エンデューロ世界選手権 | 250 cc | TM           | 3    | 2位      |
| 2001     | エンデューロ世界選手権 | 500 cc | VOR          | 5    | 2位      |
| 2002     | エンデューロ世界選手権 | 500 cc | VOR          | 6    | 2位      |
| 2003     | エンデューロ世界選手権 | 500 cc | VOR          | 2    | 3位      |
| 2004     | エンデューロ世界選手権 | E3     | ハスクバーナ | 0    | 4位      |
| 2005     | エンデューロ世界選手権 | E3     | ハスクバーナ | 0    | 4位      |
| 2006     | エンデューロ世界選手権 | E2     | ホンダ       | 2    | 2位      |
| 2007     | エンデューロ世界選手権 | E2     | ホンダ       | 7    | 1位      |
| 2008     | エンデューロ世界選手権 | E1     | ホンダ       | 9    | 1位      |
| 2009     | エンデューロ世界選手権 | E1     | ホンダ       | 9    | 1位      |
| 2010     | エンデューロ世界選手権 | E2     | ホンダ       | 10   | 1位      |
| 2011     | エンデューロ世界選手権 | E3     | ホンダ       | 9    | 1位      |